# デサ
デサ（desa）とは、インドネシアのジャワ、マドラ、バリ島などでみられるムラ（村落）のことである。

## 概要
「デサ」は、サンスクリット語で「地方」を意味するデーシャを語源とし、8～10世紀ジャワのマタラム王国に導入されたと考えられている。
デサはそもそも地縁的性格の強い村落共同体であり、植民地化以前のデサでは、土地の共同所有、村の役人のための職田、相互扶助活動（ゴトン・ロヨン）などの特徴を有していたとされる。オランダによる植民地化後は、植民地的収奪の基礎単位として、デサの共同性が強化され、植民地政庁への租税納入、賦役義務などが求められた。バリ島では、地縁的共同体としてのデサは「デサ・アダット」と呼ばれ、植民政庁の末端組織としてのデサは「プルブクラン」（後に「デサ・ディナス」）と呼ばれ、二重化した。
インドネシア独立後も、この体制は基本的にそのまま踏襲されることになった。